# Lasioglossum semilucens
Lasioglossum semilucens là một loài Hymenoptera trong họ Halictidae. Loài này được Alfken mô tả khoa học năm 1914.